# Willem de Vlamingh

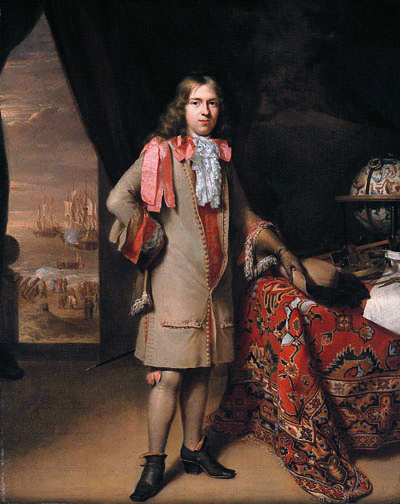
Volgens sommigen stelt dit portret Willem de Vlamingh voor, dat is echter vrijwel zeker niet het geval. Portret door Johannes en Nicolaas Verkolje (ca. 1690).

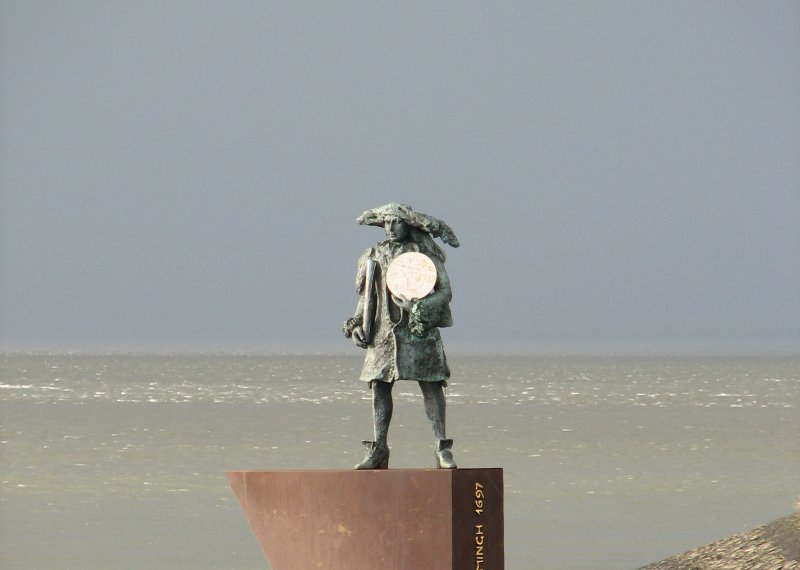
Standbeeld van Willem de Vlamingh op Vlieland.

Willem de Vlamingh (Oost-Vlieland, 28 november 1640 – na 7 augustus 1702) was een Nederlandse zeeman en ontdekkingsreiziger, die bijna alle wereldzeeën heeft bevaren. Hij was betrokken bij de walvisvaart in de Noordelijke IJszee, op Groenland, Spitsbergen, Nova Zembla en Straat Davis.

## Leven
In 1688 zou hij een eiland ontdekt hebben bij Nova Zembla dat hij naar Nicolaas Witsen noemde. Witsen was erg ingenomen met de vernoeming, maar het eiland bleek een hersenspinsel. Nog in hetzelfde jaar zou De Vlamingh een tocht maken naar Batavia.
De Vlamingh werd in 1696 commandeur over drie schepen waarmee hij, in opdracht van de VOC-bewindhebbers Joan Geelvinck en Witsen, de westkust van Australië verder in kaart bracht. Hij kreeg de opdracht een inwoner van het geheimzinnige Terra Australis te vangen en te zoeken naar het vermiste VOC-schip De Ridderschap, dat op 11 juli 1693 uit Nederland was vertrokken naar Batavia met 325 man aan boord. Begin 1694 had De Ridderschap Kaap de Goede Hoop aangedaan, daarna was het spoorloos verdwenen.
Op 2 of 3 mei 1696 voer De Vlamingh van Texel uit met het fregat de Geelvinck, vergezeld door de hoeker Nijptangh en het galjoot 't Weseltje. De Vlamingh kreeg uitgebreide instructies mee, waarin ook een paragraaf over Tristan da Cunha was opgenomen. Hij moest onderzoeken of er een goede ankerplaats was en een goede plaats om aan land te gaan. Ook had hij opdracht het eiland en omliggende eilanden in kaart brengen. Het resultaat was dat de VOC definitief besloot dat Tristan Da Cunha ongeschikt was als verversingsstation op de route naar de Oost.
Bij Kaap de Goede Hoop bleef het schip langer dan de bedoeling was; de bemanning moest herstellen van scheurbuik. Er kwam nog een cartograaf aan boord en drie tolken en slaven die Maleis spraken en na een succesvolle tocht zouden worden vrijgelaten. De beoogde schilder bleek reeds vertrokken naar Batavia en de predikant aan boord kreeg opdracht kustprofielen te maken.
Eerst werd het eilandje St. Paul en later het nabij gelegen eiland Amsterdam onderzocht, maar ieder spoor van de Ridderschap van Holland ontbrak. De Vlamingh liet op beide eilanden platgeslagen tinnen schotels achter met inscripties waarin hij aangaf er geweest te zijn. Gerst en erwten werden uitgezaaid voor toekomstige schipbreukelingen.

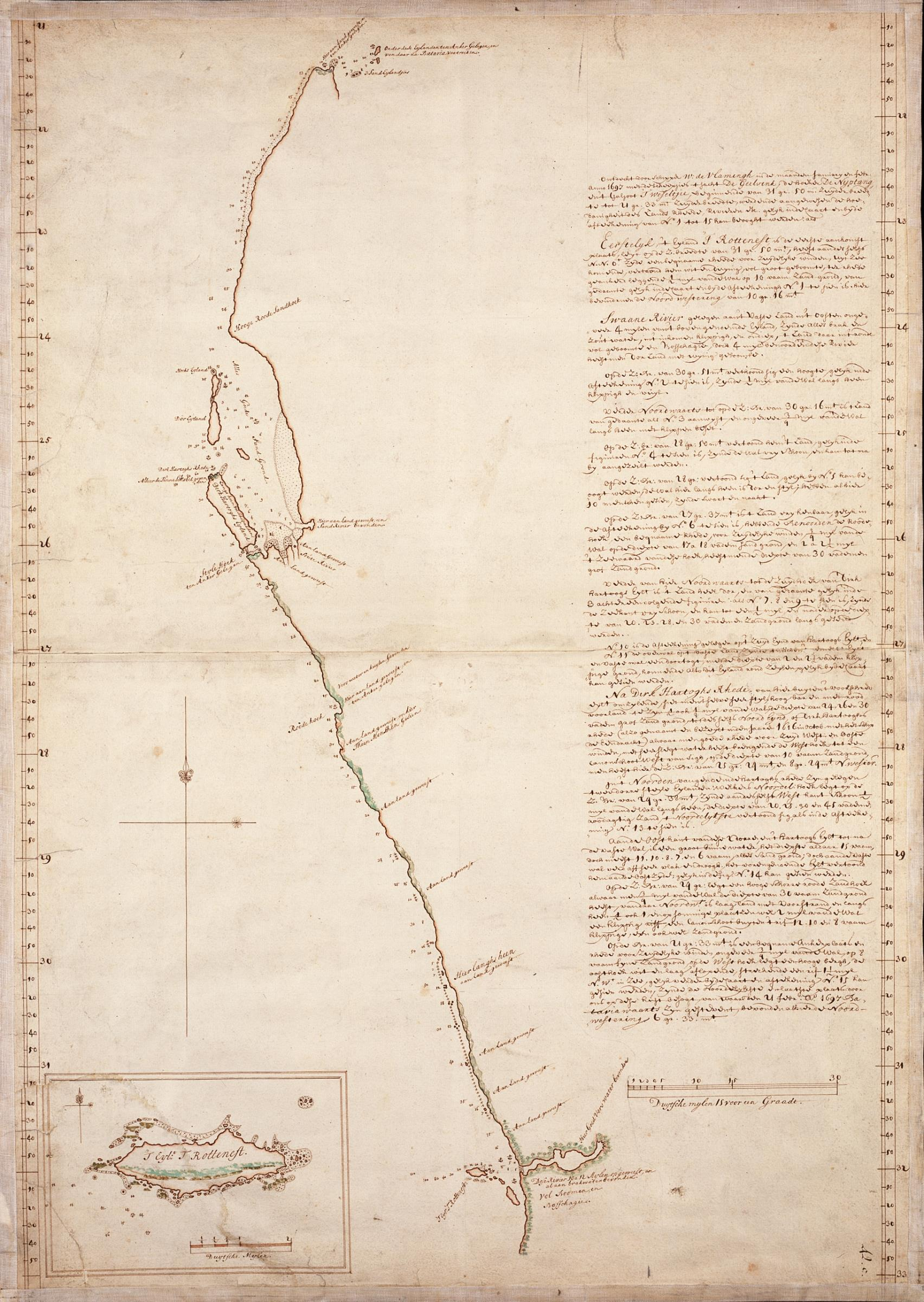
De kaart van Isaac de Graaff gemaakt naar aanleiding van de reis van De Vlamingh.

Daarna ging de expeditie verder om de westkust van Australië te onderzoeken, die op 29 december bereikt werd. De Vlamingh stuurde een expeditie onder leiding van Gerrit Collaert van de Nijptangh het binnenland in om een "inboorling" te vangen. Hij ontdekte op 5 januari zwarte zwanen aan de Zwanenrivier, gelegen in de nabijheid van het huidige Perth. Tot die tijd werd aangenomen dat er alleen witte zwanen bestonden. Maar een levende mens werd niet aangetroffen.

De Vlamingh bracht de omtrek van Rottnesteiland in kaart en de kust tot de huidige golf van Exmouth. Er is ook een bezoek gebracht aan het Dirk Hartogeiland, waar op een heuvel het tinnen bord met inscriptie gevonden werd dat Hartog er in 1616 had achtergelaten. De Vlamingh nam het bord mee en liet een nieuwe paal oprichten met een nieuw bord. Er stond op:
1616 den 25 October is hier aengecomen het schip d' Eendraght van Amsterdam; de oppercoopman Gilles Mibais van Luyck; schipper Dirck Hartoghs van Amsterdam, Den 27 dito te seyl gegaen nae Bantam. De onderkoopman Jan Stijn; de opperstierman Pieter Doekes van Bil; Anno 1616.

1697 den 4 February is hier aangecomen het schip de Geelvinck van Amsterdam, den commanderent schipper Willem de Vlamingh van Vlielandt; adsistent Joan van Bremen van Coppenhagen; opperstierman Michiel Blom van Bremen. De hoecker de Nijptangh; schipper Gerrit Collaert van Amsterdam; adsistent Theodorus Heermans van ditto; d'opperstierman Gerrit Gerritsz van Bremen. 't Galjoot 't Weseltje, gezaghebber Cornelis de Vlamingh van Vlielandt; stierman Coert Gerritsz van Bremen. En van hier gezeylt met ons vloot den 12 dito voorts het Zuytlandt te ondersoecken en gedestineert voor Batavia.
De expeditie van De Vlamingh was qua navigatie en exploratie een succes. Op basis van zijn waarnemingen is door Isaak de Graaf een nauwkeurige kaart van de volledige Australische westkust gemaakt. Witsen was echter in eerste instantie niet zo blij. Hij had zich er meer van voorgesteld. Het land bood geen mogelijkheden voor handel en was ontoegankelijk. Het was ook nergens gelukt met mensen in contact te komen. Later veranderde Witsen van mening en sprak hij met lof over de expeditie.
De eerstvolgende expeditie, in 1705 vanuit Batavia onder Maerten van Delft, ging naar de noordkust van Australië.

## Vernoemingen
- Een van de twee nieuwe veerboten van Rederij Doeksen is vernoemd naar Willem de Vlamingh, het MS Willem de Vlamingh.
- Op Vlieland is er een weg en in Almere een straat naar Willem de Vlamingh vernoemd.

## Bron
- Dutch Asiatic Shipping, J.R. Bruijn, F.S. Gaastra, I. Schöffer

- Australian Dictionary of Biography: vlamingh-willem-de-2760
- Bibsys: 14001581
- Biografisch Portaal: 90168384
- CiNii: DA15857369
- Gemeinsame Normdatei: 118954970
- International Standard Name Identifier: 0000 0000 8440 693X
- Library of Congress Control Number: n85050760
- Nationale bibliotheek van Australië: 35808185
- Nederlandse Thesaurus van Auteursnamen: 069359911
- SNAC: w6bv8s1j
- Trove: 1096765
- Virtual International Authority File: 35877896
- WorldCat: E39PBJrRchHP3yT8R7GhMjwXBP